# Пушкарка (Нижегородская область)
Пушка́рка  — село в Арзамасском районе Нижегородской области Российской Федерации. В рамках организации местного (муниципального) самоуправления входит в состав городского округа город Арзамас.

## География
Располагается при реке Акша.
Местность относится к лесостепной части:20, в орогидрографическом отношении относится к западной
части Приволжской возвышенности и представляет собой приподнятую равнину,
расчленённую системами рек, относящихся к бассейну р.р. Оки и Волги:25.
Климат, как и во всем районе, умеренно-континентальный:20.

### Уличная сеть
- ул. Зелёная,
- ул. Красная горка,
- ул. Молодёжная,
- ул. Садовая,
- ул. Центральная.

## История
Возник как 1-й участок совхоза «Культура».
До 1 января 2023 года входила в упразднённый Шатовский сельсовет.

## Население
| 2002 | 2010 |
| ---- | ---- |
| 192  | ↘168 |

## Известные уроженцы
- Африкантов, Игорь Иванович (1916—1969) — советский конструктор и организатор работ по созданию ядерных реакторов и оборудования для атомной промышленности, гражданского и военно-морского флота, Герой Социалистического Труда.

## Инфраструктура
Основа экономики — сельское хозяйство .

## Достопримечательности
В селе находится Церковь Иоанна Богослова — скит Дивеевского монастыря.

## Транспорт
Автобусное сообщение с райцентром. Остановка общественного транспорта «Пушкарка».